# Anca Grigoraș
Anca Grigoraș, née le 8 novembre 1957 à Comănești, est une gymnaste artistique roumaine.

## Palmarès

### Jeux olympiques
- Montréal 1976
  -  médaille d'argent au concours par équipes

### Championnats du monde
- Strasbourg 1978
  -  médaille d'argent au concours par équipes

### Championnats d'Europe
- Londres 1973
  -  médaille de bronze à la poutre